# Guna (Madhya Pradesh)
Guna es una localidad de la India, centro administrativo del distrito de Guna en el estado de Madhya Pradesh.

## Geografía
Se encuentra a una altitud de 477 m s. n. m. a 215 km de la capital estatal, Bhopal, en la zona horaria UTC +5:30.

## Demografía
Según estimación 2010 contaba con una población de 175 758 habitantes.